# André Marie Constant Duméril
André Marie Constant Duméril, född 1 januari 1774 i Amiens, död 2 augusti 1860 i Paris, var en fransk zoolog.
Duméril blev 1801 professor i anatomi och fysiologi och 1818 i patologi vid medicinska högskolan i Paris samt 1825 vid Jardin des Plantes. Han var en av Georges Cuviers medarbetare, och har bland annat utgett Zoologie analytique (1806) och Erpétologie générale (tillsammans med Gabriel Bibron, 9 band, 1835-50), en systematisk förteckning över de då kända kräl- och groddjuren.